# Bundesstraße 117
Die Bundesstraße 117 (Abkürzung: B 117) ist eine geplante Bundesstraße in Mecklenburg-Vorpommern. Die rund 42 km lange Strecke soll an der B 105 in Kröpelin beginnen und in südlicher Richtung zur Bundesautobahn 20 führen. Von der dortigen Anschlussstelle Kröpelin verläuft sie weiter nach Bützow, umfährt den Ort im Osten und schließt etwas weiter südlich an der B 104 an. Die Strecke soll als Autobahnzubringer dienen und gleichzeitig die beiden Grundzentren Kröpelin und Bützow miteinander verbinden. Sowohl im Regionalen Raumordnungsprogramm von 1994 als auch in den Fortschreibungen aus dem Jahre 2011 und 2021 ist die Straßen als überregionale Verbindung dargestellt.
Mit Ausnahme der Ortsumfahrung Bützow besteht die Strecke bereits als L 11. Diese soll lediglich zur Bundesstraße umgestuft werden. Die Ortsumfahrung Bützow dagegen gibt es nur als Vorbehaltstrasse mit einer Baulänge von rund 13,7 km. Sie wurde im Bundesverkehrswegeplan 2003 als neues Vorhaben mit hohem ökologischem Risiko im weiteren Bedarf aufgeführt. Der fortgeschriebenen Bundesverkehrswegeplan 2030 beinhaltet die Ortsumfahrung Bützow jedoch nicht mehr.